# Église Sainte-Marguerite de Sainte-Marguerite-de-Carrouges
L'église Sainte-Marguerite est située à Sainte-Marguerite-de-Carrouges, dans l'Orne.

## Historique et architecture
L'église date primitivement du XIIe siècle. De cette période romane, seule est conservée la façade occidentale avec son porche roman à double voussure sur colonnettes.
Son plan est en forme de croix latine, avec une tour carrée à la croisée des transepts, surmontée du clocher. Les baies de la nef et une partie des voûtes datent du XVIIe siècle.
L'édifice, ainsi que la porte du cimetière, sont inscrits aux monuments historiques depuis 1978.

## Galerie d'images

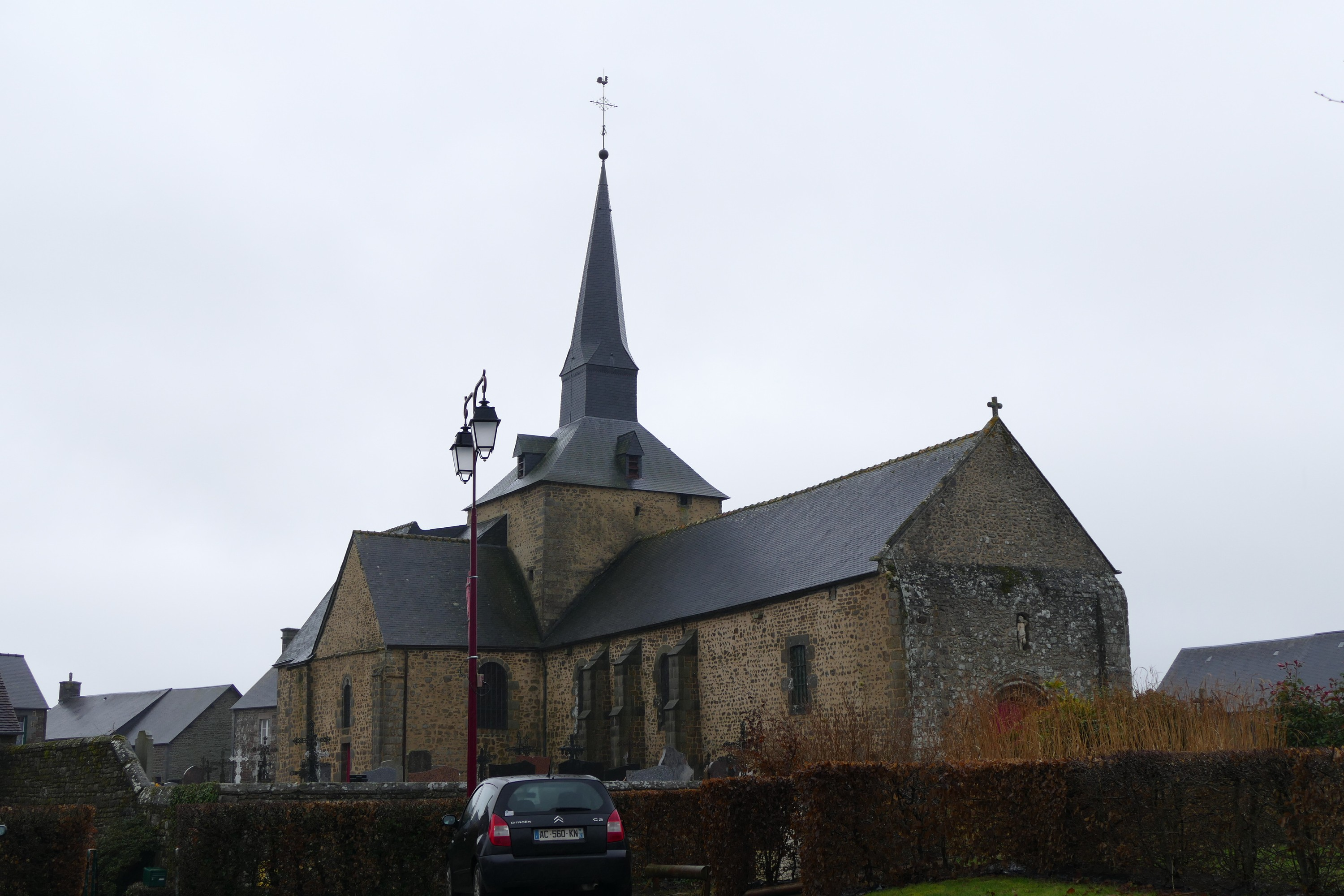
Autre vue.